# Ficus congesta
Ficus congesta là một loài thực vật có hoa trong họ Moraceae. Loài này được Roxb. mô tả khoa học đầu tiên năm 1832.